# Canyon de Chelly National Monument
Der Canyon de Chelly [ˈkɛnjən dəˈʃeɪ], Navajo: Tséyi’ [tséɣiʔ] (deutsch: Felscanyon) liegt im Gebiet der Navajo-Nation im Nordosten des US-Bundesstaates Arizona. Die nächstgelegene Ortschaft am Westende des Canyons ist Chinle.
1931 wurde der Canyon de Chelly National Monument und trägt seither den Namen Canyon de Chelly National Monument. Es steht unter der Verwaltung des National Park Service, das Land gehört jedoch nicht ihm, sondern den Navajo. Der Name „de Chelly“ ist abgeleitet von „Tséyi’“, was in der Navajo-Sprache „Felsschlucht“ bedeutet.
Das Canyon de Chelly National Monument umfasst eine Gesamtfläche von rund 340 km2. Die drei Haupt-Canyons sind der Canyon de Chelly mit etwa 43 km, der Canyon del Muerto mit 29 km und der Monument Canyon mit 16 km Länge.
In den Canyons befinden sich zahlreiche Zeugnisse menschlicher Siedlungen, die auf eine erste Besiedlung bereits vor etwa 4500 Jahren hinweisen.

## Landschaft

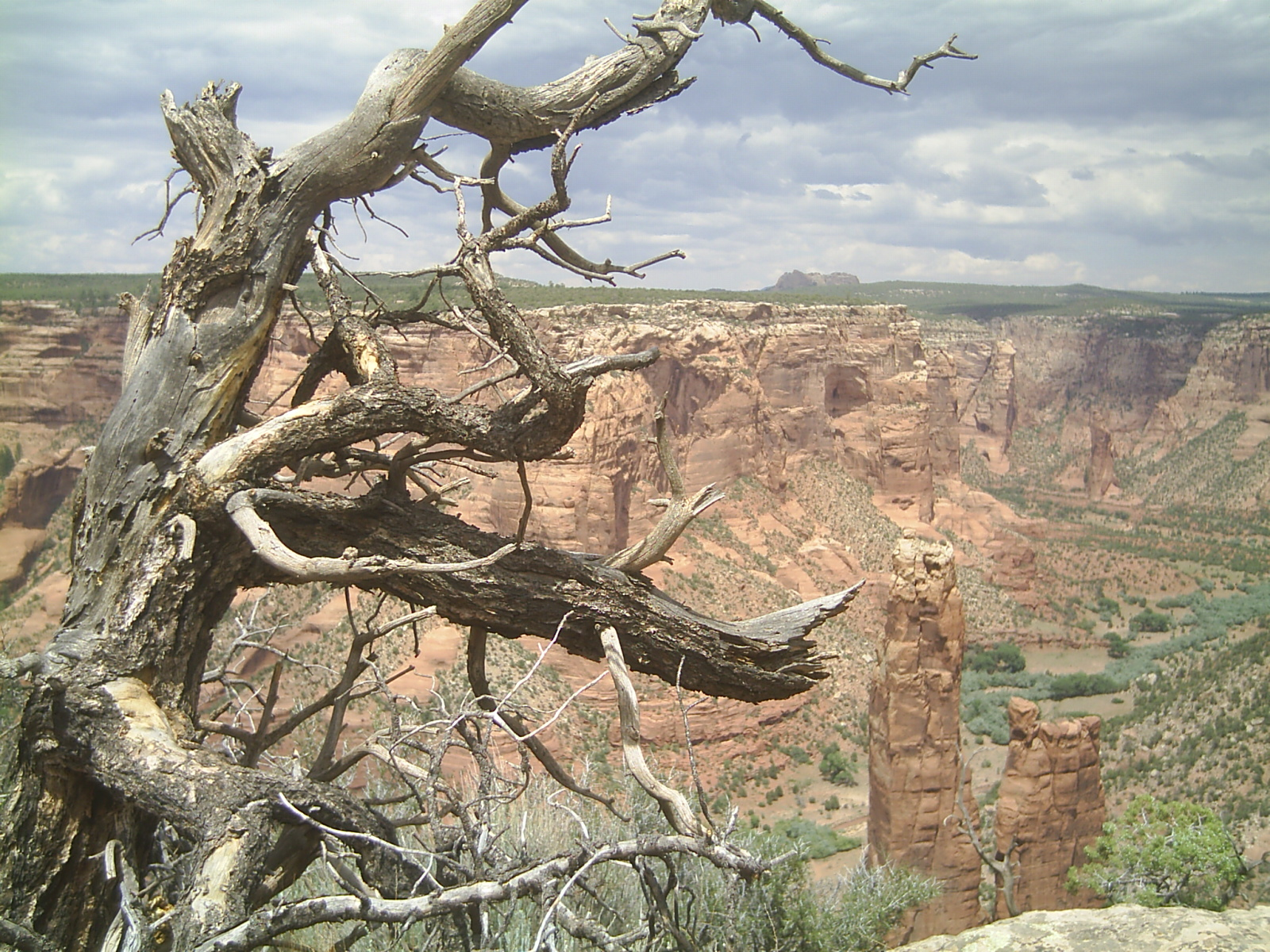
Der Canyon De Chelly

Das Colorado-Plateau entstand vor etwa 60 Millionen Jahren, als sich das frühere Becken ein erstes Mal hob, um sich später zum heutigen Plateau zu erheben. Während sich das Land hob, gruben sich die Flüsse immer tiefer in den Fels. Eine zweite Hebung, die Defiance Uplift ereignete sich etwa 10 Millionen Jahre später. Der Canyon de Chelly wurde durch Flüsse aus den nahen Chuska Mountains gebildet, die sich während der langsamen Hebung in über zwei Millionen Jahren in den roten Sandstein des Colorado-Plateaus gegraben und so die bizarre Canyonlandschaft geformt haben.
Am Ausgang, wo sich die Canyons vereinen, sind die Felswände nur wenige Meter hoch, im Innern der Canyons erreichen sie zum Teil eine Höhe von über 300 Metern. Der Chinle Wash, der durch den Canyon fließt, führt nur im Winterhalbjahr Wasser, im Sommer ist das Flussbett oberflächlich ausgetrocknet. Der Talboden der Canyons liegt auf rund 1600 Metern ü. M.

## Sehenswürdigkeiten

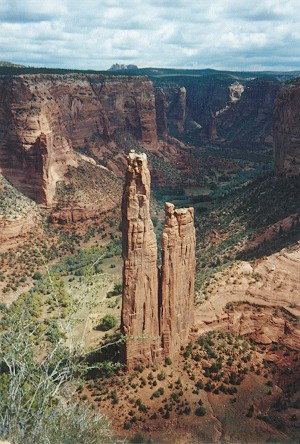
Spider Rock

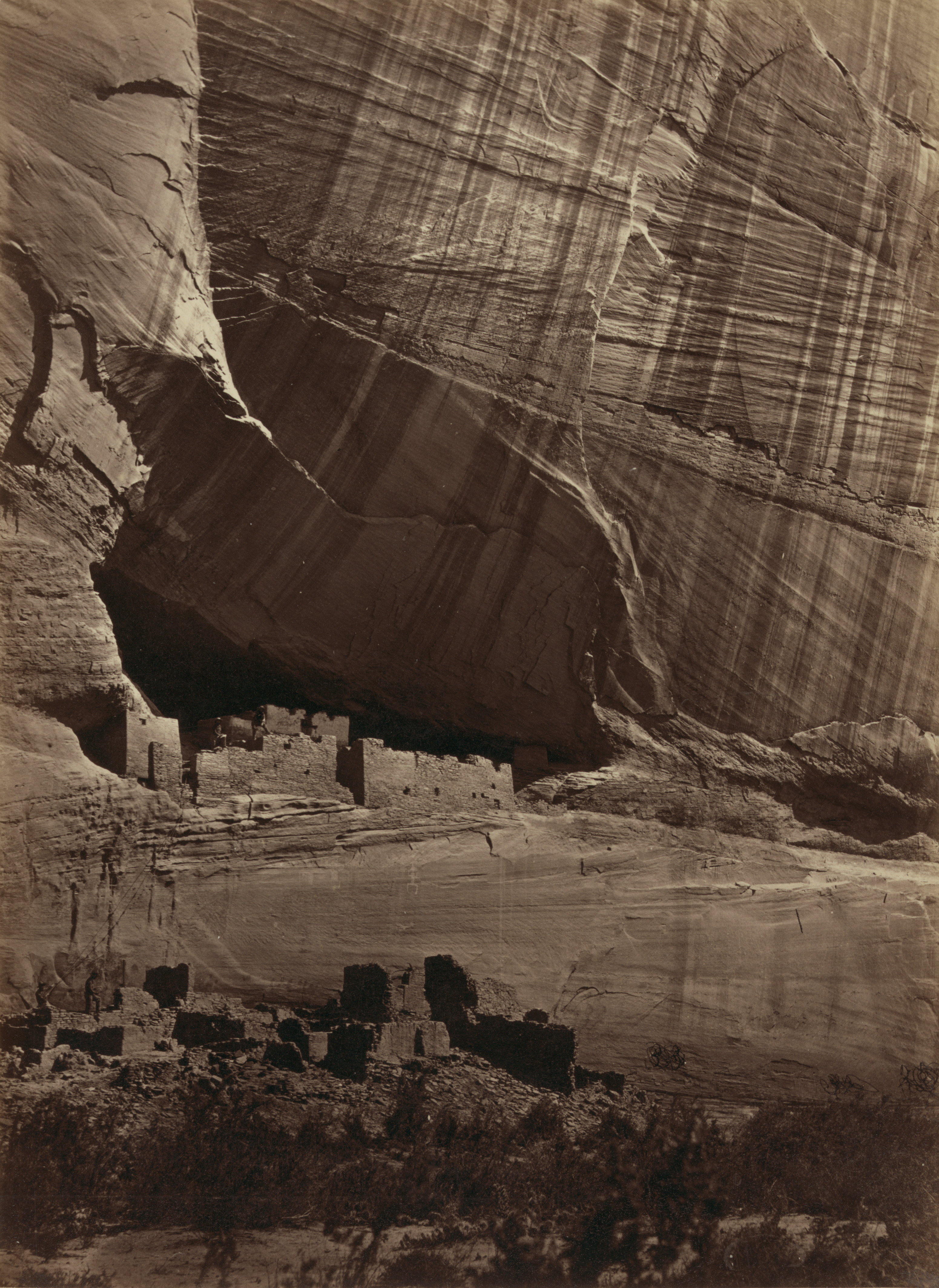
White House Ruin
(Foto von 1873)

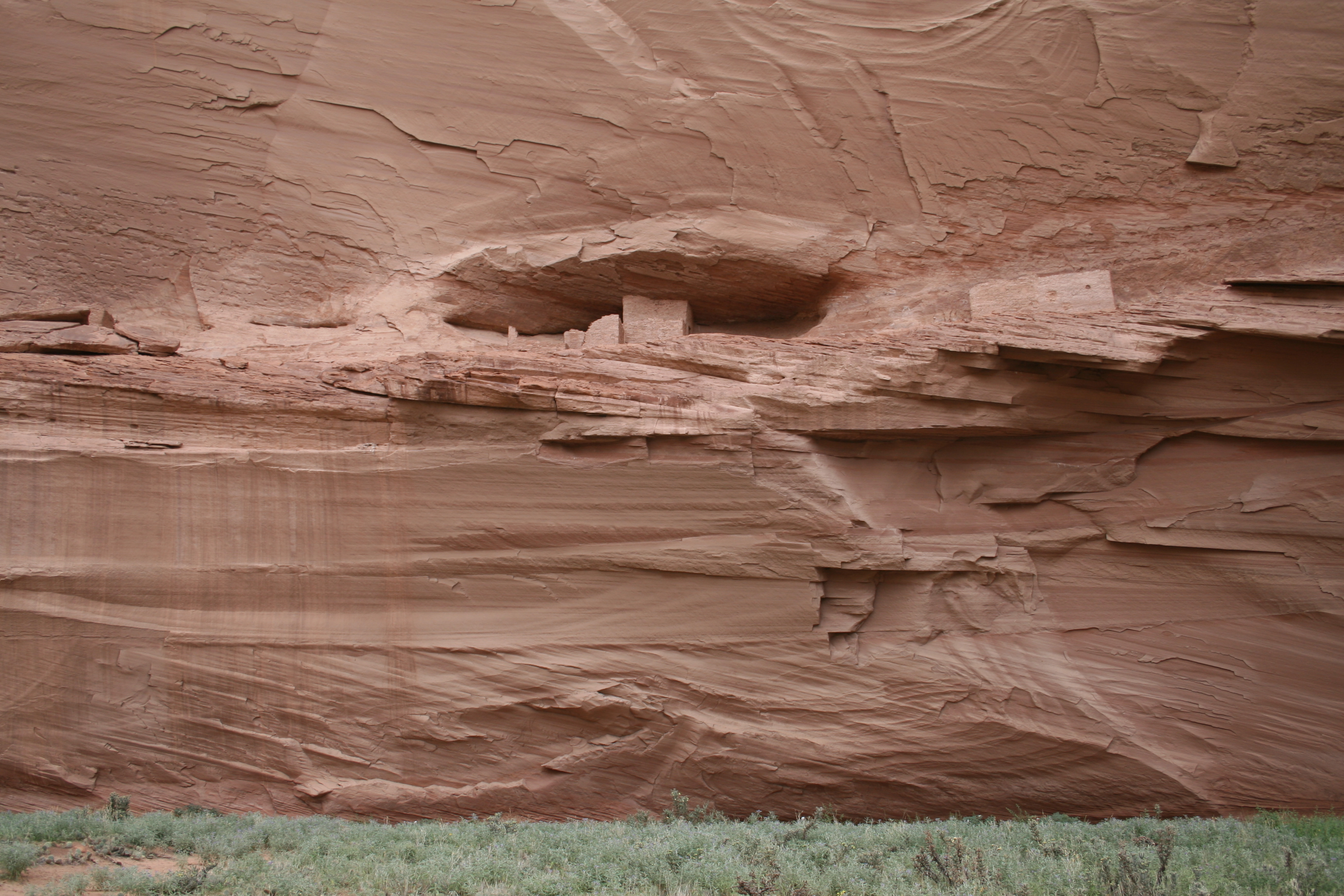
Ledge Ruin

Zwei Straßen führen entlang der Ränder der Canyons, der North Rim Drive am Canyon del Muerto und der South Rim Drive am Canyon de Chelly. Die Aussichtspunkte entlang der Straße bieten Ausblicke in den Canyon und auf einige der Pueblo-Ruinen.
Ausritte, Wanderungen, Fahrten per Geländewagen oder Camping im Canyon sind ausschließlich mit Genehmigung und mit Führung möglich. Ohne Begleitung zugänglich ist allein der White House Trail.

### Canyon de Chelly
- Spider Rock – zwei etwa 240 Meter hohe Felsnadeln sind das Wahrzeichen des Canyon de Chelly. In der Mythologie der Navajo sind die Kuppen der Wohnort der Spinnenfrau (Spider Woman). Nach den Stammesmythen brachte sie den Menschen die Kunst des Webens bei und wird dafür noch heute verehrt, sie soll aber auch kleine ungehorsame Kinder verschlingen (Die weißen Gipfel sind der Überlieferung nach die Gebeine der Kinder).
- White House Ruin – eine kleine Siedlung, gebaut vor etwa 1000 Jahren zur Zeit der frühen Pueblo-Kultur. Sie besteht aus zwei Teilen, einem am Fuß der Felswand und einem zweiten einige Meter darüber in einer Felsnische gelegenen. Die Außenmauer des oberen Hauses besteht aus weißem Stein, daher der Name. Ein zwei Kilometer langer Weg führt vom Aussichtspunkt White House Overlook zur Ruine hinunter.

### Canyon del Muerto
- Ledge Ruin – ein zweistöckiges Pueblo, welches vor rund 900 Jahren errichtet wurde.
- Antelope House Ruin – erbaut etwa im 12. Jahrhundert. Im frühen 18. Jahrhundert bewohnten Navajo die Siedlung. Felszeichnungen  aus dieser Zeit, die Antilopen darstellen, gaben der Siedlung den Namen.
- Mummy Cave Ruin – war seit Beginn der Besiedelung bis circa 1300 bewohnt und ist eins der größten Pueblos im Canyon.

## Siedlungsgeschichte
Die Siedlungsgeschichte der Canyons lässt sich in fünf Kultur-Abschnitte einteilen.

### 2500 bis 200 v. Chr.
Archäologische Funde zeigen, dass bereits um 2500 v. Chr. Menschen an diesem Ort lebten. Es sind die bisher ältesten Zeugnisse menschlicher Besiedlung auf dem gesamten Colorado-Plateau. Aus dieser Zeit gibt es noch keinen Anhalt für Siedlungen, die auf eine sesshafte Lebensweise deuten. Offenbar waren dies kleine nomadische Gruppen, die den Canyon zeitweilig als Ausgangspunkt für Jagd- und Sammelstreifzüge nutzten. Als Unterkunft dienten kleine Lager unter Felsüberhängen, Zeichnungen an den Wänden dieser sind mit die wichtigsten Zeugen dieser ersten Besiedlung.

### 200 v. Chr. bis 750
200 v. Chr. folgte die Kultur der Basketmaker. Sie lebten in kleinen Gruppen, waren ebenfalls Jäger und Sammler, verfügten jedoch auch über Kenntnisse im Ackerbau. Aus dieser Zeit sind die ersten festen Siedlungen bekannt. Wie ihre Vorgänger nutzten sie die Felsüberhänge als Wohnstatt und auch sie hinterließen Zeichnungen auf den umgebenden Wänden.

### 750 bis 1300
Aus der Kultur der Basketmaker entwickelte sich die Pueblo-Kultur der Anasazi. Etwa ab 750 wurden hier die ersten größeren Pueblos zu Füßen der Felswände gebaut. Was den Anstoß zu dieser Bauweise gab, ist noch unklar. Vielleicht genügte der Raum unter den Felsüberhängen nicht mehr für die wachsende Zahl der Menschen, vielleicht war es auch einfach die Nähe zu den Feldern.

### 1300 bis 1700
Zu Beginn des 14. Jahrhunderts verließen die Anasazi den Canyon de Chelly. Trockenheit, Übernutzung der Felder und sicher auch Auseinandersetzungen mit anderen Völkern waren wohl die Ursache. Auf der Suche nach Gebieten, die bessere Lebensbedingungen boten, zogen sie weiter nach Süden und Westen.
An deren Stelle kamen andere Stämme, vor allem die Hopi in diese Gegend. Aus der Geschichte der Hopi ist bekannt, dass diese das Land nur zeitweilig nutzten, etwa für Ackerbau und als Jagdrevier im Sommer.
Zum Ende des 16. und Anfang des 17. Jahrhunderts kamen die Navajo, die sich in ihrer eigenen Sprache als Diné für „Menschen“ bezeichnen, von Norden her auf das Colorado-Plateau. Wie ihre Vorgänger nutzten sie den Grund der Canyons und das Land der Hochebenen. Ackerbau, Obstanbau und Viehzucht waren die Grundlagen ihres Lebens. Kleine Siedlungen von Hogans, den traditionellen Wohnstätten der Navajo, entstanden.

### 1700 bis 1868
Um 1700 nutzten Angehörige der Navajo den Canyon als Ausgangsbasis für Raubzüge gegen weiter östlich gelegene Pueblos. Hauptsächliches Ziel ihrer Überfälle war es jedoch, ihre mittlerweile als Sklaven behandelten Stammesangehörigen zu befreien. Ende des 17. Jahrhunderts kam es zwischen den Navajo, weiteren Stämmen und den spanischen Siedlern vom Rio Grande zu kriegerischen Auseinandersetzungen. Im Zuge dessen bot der Canyon mit seinem verschlungenen Verlauf und Felshöhlen einen Schutz wie eine Festung. Die Navajo errichteten Steinwälle an den Wegen und legten in Verstecken Nahrungsvorräte an. Dennoch drangen die Spanier, Ute und US-Truppen in den Canyon ein und hinterließen ein Bild der Verwüstung. Bei einem eintägigen Kampf wurden 115 Navajo getötet. Der Schauplatz dieses Kampfes heißt seitdem „Massacre Cave“.
1863 begann unter der Führung von Colonel Kit Carson ein Kriegszug gegen die Navajo. Carson und seine Truppe zogen von Osten in den Canyon und trieben die Bewohner zum westlichen Ausgang. Viele wurden dabei getötet oder gefangen genommen. Wenig später kehrte Carsons Truppe noch einmal zurück und zerstörte alles, was nach dem ersten Angriff noch übrig geblieben war. Die Gefangenen wurden zu dem 300 Meilen entfernten Fort Sumner in New Mexico gebracht, ein Marsch, der heute „The Long Walk“ genannt wird (Nur 4000 von ursprünglich 9000 Gefangenen überlebten den Marsch). 1868 wurde zwischen den Navajo und den Weißen ein Vertrag geschlossen und nach fast 5 Jahren in der Reservation konnten sie endlich in ihre Heimat zurückkehren.
Noch heute leben Navajo-Familien in den Canyons, betreiben Landwirtschaft und Schafzucht.

## Trivia
Der Canyon de Chelly diente 1969 als Kulisse für den Western Mackenna’s Gold mit Gregory Peck und Omar Sharif in den Hauptrollen.